# Glen Line
Die britische Reederei Glen Line bestand von 1867 bis 1978.

## Geschichte

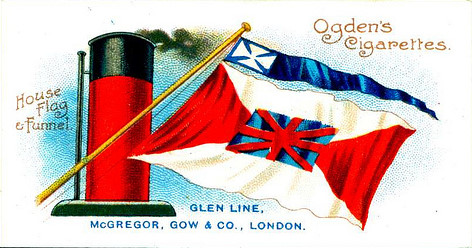
Eine Zigarettenkarte zeigt den Glen Line Trichter und die Flaggenfarben

Die Wurzeln der Reederei gehen auf das Jahr 1867 zurück. In diesem Jahr übernahm Alan C. Gow einen Segelschiffsneubau, mit dem er einen Dienst zwischen Glasgow und Liverpool um Kap Hoorn nach Chile aufbaute. Im darauf folgenden Jahr erwarb er ein weiteres Schiff, das erstmals einen mit „Glen“ beginnenden Namen trug. Nach der Eröffnung des Suez-Kanals beschloss die Reederei, mit Dampfschiffen in den chinesischen Teehandel einzusteigen. Man begann dieses Geschäft im Jahr 1870 und änderte dabei den Heimathafen der Schiffe auf London. Das Dampfschiffsgeschäft wurde durch James McGregor geleitet, der bis 1880 zum Seniorpartner aufstieg, woraufhin sich die Reederei in „McGregor, Gow & Company“ umbenannte. Im selben Jahr beendete man die Südamerikafahrt und konzentrierte sich fortan auf die Indien- und Fernostrouten.

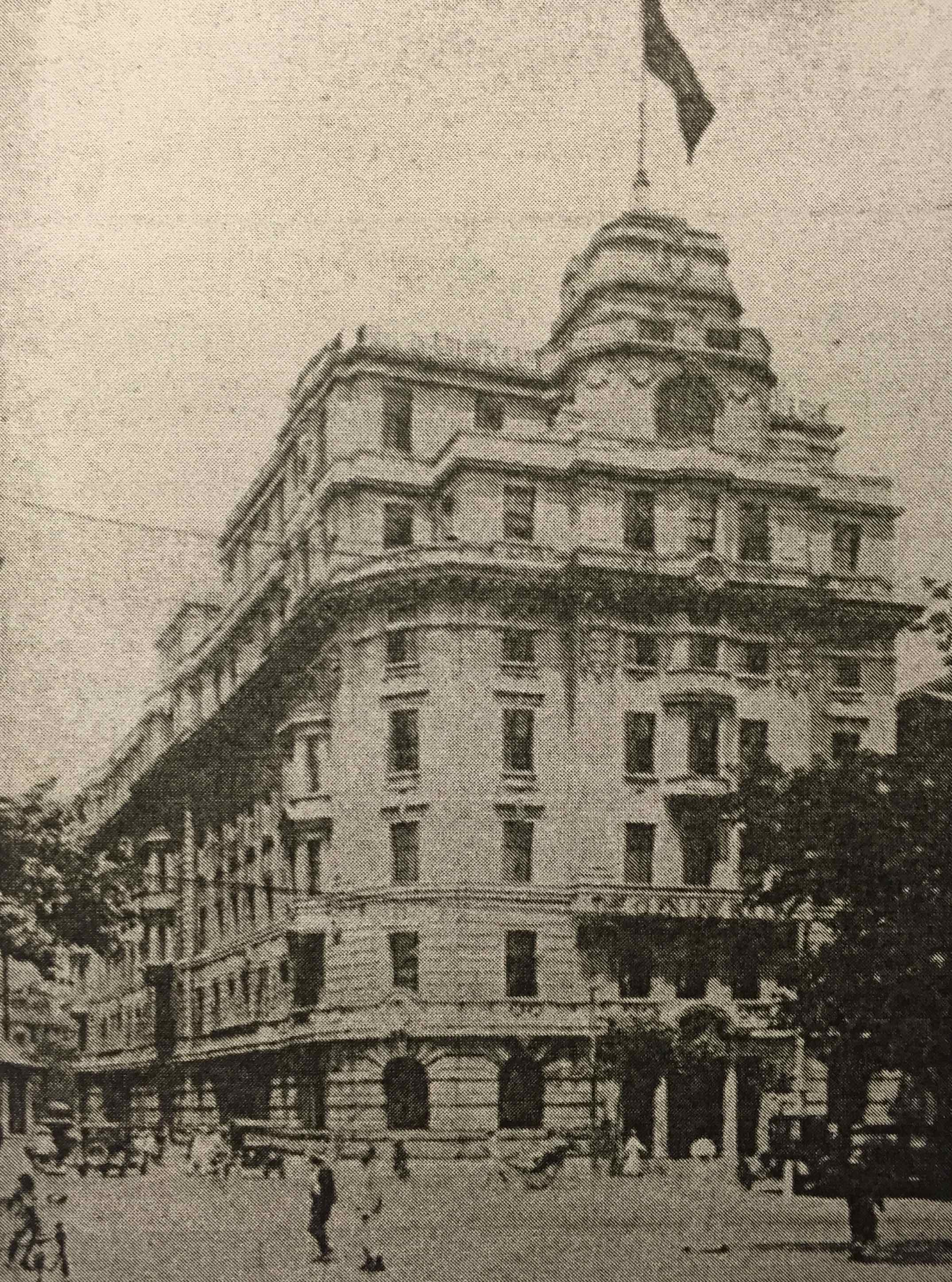
Das Glen Line Building an der Ecke von Peking Road und Bund, Shanghai, 1939

Im Jahr 1910 wandelte man das Unternehmen zur Kapitalgesellschaft „Glen Line Limited“ um. Ein Jahr später erwarb die Reederei Elder Dempster & Company die Anteilsmehrheit. Ein weiteres Jahr darauf schloss Elder Dempster die neuerworbene Linie mit der Shire Line zur „Glen and Shire Lines“ zusammen, beließ die Unternehmen aber bis nach dem Ersten Weltkrieg operativ unabhängig. 1920 wurden beide Reedereien schließlich komplett fusioniert.
1931 brach die Muttergesellschaft der Elder Dempster & Co., die Kylsant-Gruppe, zusammen, woraufhin Alfred Holt & Co. 1935 die Glen and Shire Lines erwarb und deren Flotten in Liverpool statt in London registrieren ließ. Unter der Regie Holts tauschten die Reedereien Glen, Shire, Blue Funnel Lines und China Mutual Steam Navigation Company häufig Schiffe untereinander aus.
Nachdem die Glen Line 1972 der 1967 mit Holts Ocean Steamship Company und der Elder, Dempster Line fusionierten Ocean Transport & Trading Company unterstellt wurde, leitete dies die letzte Phase der Reederei ein. 1974 folgte eine weitere Zusammenlegung mit William Thomson’s Ben Line zur Ben-Ocean Services. Das letzte Glen Line-Schiff wurde schließlich 1978 veräußert. Bis 1990 bestand die Glen Line Limited als Reederei ohne Schiffe weiter, dann wurden Name und Rechte durch die Curnow Shipping Ltd. aus Cornwall erworben.